# Hordern Gap
Hordern Gap är ett bergspass i Antarktis. Det ligger i Östantarktis. Australien gör anspråk på området. Hordern Gap ligger 875 meter över havet.
Terrängen runt Hordern Gap är lite kuperad, och sluttar norrut. Trakten är obefolkad. Det finns inga samhällen i närheten. 